# Musculus levatoris costarum longus

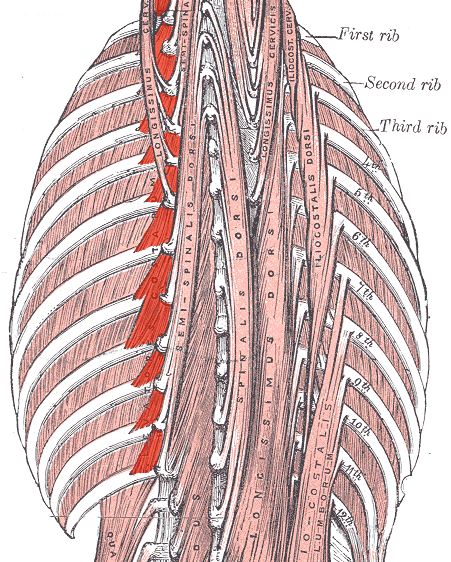
A hát mély izmai (a vörössel jelöltek a levatoris costarum longus)

A musculus levatoris costarum longus néhány apró izom a bordák között.

## Eredés, tapadás, elhelyezkedés
A csigolyák processus transversus vertebrae-ről erednek. A bordák felső felszínén tapadnak, ott ahol azok illeszkednek a csigolyákhoz.

## Funkció
Emelik a bordákat, mozgatják a mellkast.

## Beidegzés
A ramus posterior nervi spinalis idegzi be.

## Külső hivatkozások
- Kép, leírás